# Chrysilla deelemani
Espèce
Chrysilla deelemani est une espèce d'araignées aranéomorphes de la famille des Salticidae.

## Distribution
Cette espèce est endémique de Lombok dans les Petites îles de la Sonde en Indonésie.

## Description
La carapace du mâle décrit par Deeleman-Reinhold, Addink et Miller en 2024 mesure 1,80 mm de long sur 1,20 mm et l'abdomen 2,7 mm de long sur 0,95 mm et la carapace de la femelle 1,30 mm de long sur 1,0 mm et l'abdomen 1,5 mm de long sur 1,0 mm, les femelles mesurent de 3,20 à 3,40 mm.

## Systématique et taxinomie
Cette espèce a été décrite par Prószyński et Deeleman-Reinhold en 2010.

## Étymologie
Cette espèce est nommée en l'honneur de Paul Robert Deeleman.

## Publication originale
- Prószyński & Deeleman-Reinhold, 2010 : « Description of some Salticidae (Araneae) from the Malay Archipelago. I. Salticidae of the Lesser Sunda Islands, with comments on related species. » Arthropoda Selecta, vol. 19, no 3, p. 153-188 (texte intégral).